# Llengua puinave
El puinave, també anomenat waipunavi o wanse (de l'autònim Wãnsöhöt), és una llengua no classificada de Sud-amèrica parlada pels puinaves.

## Varietats
- Puinave 
  - Occidental: Bravos, Guaripa
  - Oriental: Mansos
- Macú 
  - Macú
  - Tikié
  - Kerarí
  - Papurí
  - Nadöbo

Noms alternatius són Puinabe, Puinavis, Uaipunabis, Guaipunavos i Uaipis.

## Relacions amb altres llengües
De vegades s'intenta connectar el puinave amb altres llengües inclassificables de la zona, formant la família macro-puinave. Aquesta proposta, però, manca d'evidència suficient. Sovint es tracta d'un intent de resumir totes les llengües anomenades maku, nom d'origen arawak que simplement vol dir "llengua incomprensible".

## Fonologia

### Consonants
|            |            | Labials | Alveolars | Velars | Glotals |
| ---------- | ---------- | ------- | --------- | ------ | ------- |
| Oclusives  | Orals      | p       | t         | k      |         |
| Oclusives  | Nasals     | m       | n         |        |         |
| Fricatives | Fricatives |         | s         |        | h       |

### Vocals
|          | Anteriors | Posteriors no arrodonides | Posteriors arrodonides |
| -------- | --------- | ------------------------- | ---------------------- |
| Tancades | i ĩ       | ɯ                         | u                      |
| Mitjanes | e         | ɤ ɤ̃                       | o õ                    |
| Obertes  |           | a ã                       |                        |

Les síl·labes són d'estructura (C)V(C). Els fonemes /m n/ tenen [b d] com al·lòfons.
La vocal [u] es realitza com [w] si es troba al principi o al final de la síl·laba. Quan la vocal /i/ es troba en posició final, es realitza com [j], però en posició inicial, es realitza com a consonant oclusiva palatal ([ɟ] o [ɲ], depèn del nucli).

### Tons
El puinave posseeix quatre tons fonètics: alt, baix, ascendent i descendent.